# Petar Ivanov
Petar Ivanov (1894.), u službenim statistikama Međunarodnog olimpijskog odbora vodi se pod talijaniziranim imenom Pietro Ivanov, hrvatski je veslač koji je za tadašnju Kraljevinu Italiju osvojio brončanu medalju u osmercu na Olimpijskim igrama u Parizu 1924. godine.
Posada koja je osvojila brončanu medalju uz Petra Ivanova imala je u sastavu još pet Hrvata, tri brata Katalinić: Šimuna, Franu i Antu, te Viktora Ljubića i Bruna Sorića, kao i tri Talijana: Carla Toniattija, Latina Galassa i Giuseppea Grivellija.

## Vanjske poveznice
- Osobni profil
- Posada